# Парагон-Естейтс (Колорадо)
Парагон-Естейтс (англ. Paragon Estates) — переписна місцевість (CDP) в США, в окрузі Боулдер штату Колорадо. Населення — 975 осіб (2020).

## Географія
Парагон-Естейтс розташований за координатами 39°58′52″ пн. ш. 105°10′56″ зх. д. / 39.98111° пн. ш. 105.18222° зх. д. (39.981112, -105.182151).  За даними Бюро перепису населення США в 2010 році переписна місцевість мала площу 4,43 км², з яких 4,41 км² — суходіл та 0,03 км² — водойми.

## Демографія
Згідно з переписом 2010 року, у переписній місцевості мешкало 928 осіб у 352 домогосподарствах у складі 298 родин. Густота населення становила 209 осіб/км².  Було 369 помешкань (83/км²).
Расовий склад населення:
| - 95,5 % — білих - 3,1 % — азіатів - 0,3 % — чорних або афроамериканців - 0,2 % — корінних американців |

До двох чи більше рас належало 0,6 %. Частка іспаномовних становила 3,3 % від усіх жителів.
За віковим діапазоном населення розподілялося таким чином: 21,1 % — особи молодші 18 років, 58,9 % — особи у віці 18—64 років, 20,0 % — особи у віці 65 років та старші. Медіана віку мешканця становила 50,8 року. На 100 осіб жіночої статі у переписній місцевості припадало 101,3 чоловіків;  на 100 жінок у віці від 18 років та старших — 96,8 чоловіків також старших 18 років.
Середній дохід на одне домашнє господарство  становив 153 587 доларів США (медіана — 140 000), а середній дохід на одну сім'ю — 158 362 долари (медіана — 145 588). За межею бідності перебувало 4,5 % осіб, у тому числі 10,2 % дітей у віці до 18 років та 0,0 % осіб у віці 65 років та старших.
Цивільне працевлаштоване населення становило 421 осіб. Основні галузі зайнятості: науковці, спеціалісти, менеджери — 29,9 %, фінанси, страхування та нерухомість — 16,2 %, освіта, охорона здоров'я та соціальна допомога — 13,5 %, будівництво — 11,2 %.